# بایرام (نیوجرسی)
بایرام (به انگلیسی: Byram) یک منطقهٔ مسکونی در ایالات متحده آمریکا است که در کینگوود، نیوجرسی واقع شده‌است. بایرام ۳۹٫۰۱ متر بالاتر از سطح دریا واقع شده‌است.